# 第二届中国国际进口博览会

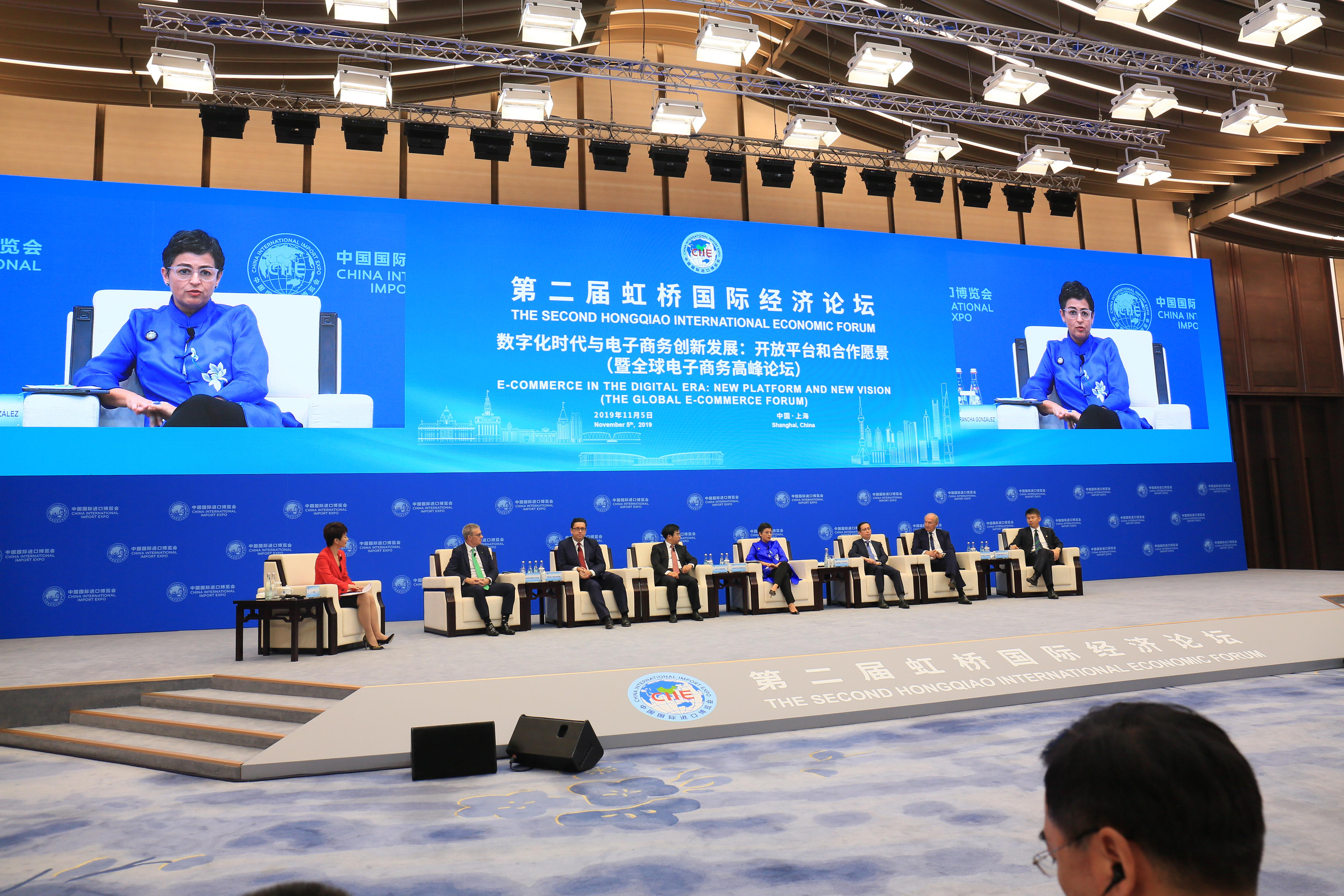
第二届进博会期间举行的虹桥国际经济论坛

第二届中国国际进口博览会，于2019年11月5日-10日举办。此次进博会首次安排国家综合展延展，供社会观众免费开放，社会观众自10月15日零点起凭身份证或护照等有效证件进行网上实名预约登记参观。

## 准备
2019年3月4日，中国国际进口博览会组委会正式成立，国务院副总理胡春华继续担任主任。

## 开幕
11月5日，中國國家主席習近平、法国总统马克龙、希腊总理基里亞科斯·米佐塔基斯、牙买加总理安德鲁·霍尼斯、塞尔维亚总理安娜·布爾納比奇將出席第二屆進博會開幕式。

## 内容
本届进博会国家展主宾国数量从首届的12个增加至15个，参加国家展的64个参展国和3个国际组织中，有24个国家第一次亮相；展览面积前三位的国家和地区分别是美国、日本和德国。本届进博会共有181个国家、地区和国际组织参会，3800多家企业参展，超过50万名境内外专业采购商到会洽谈采购，展览面积达36万平方米。截至10日中午累计进场超过91万人次，累计意向成交金额711.3亿美元，比首届增长23%。
本次展区的内容包括有：
- 服务贸易展区
- 汽车展区
- 装备展区
- 科技生活展区
- 品质生活展区
- 医疗器械及医药保健展区